# 第20軍 (德國國防軍)
第20軍（德语：XX.  Armeekorps）是二戰時期德國国防军陸軍中的一個軍，主要於东部战线作战。

## 作战区域
- 波蘭-1940年10月-1941年6月
- 東線中部-1941年6月-1945年4月
- 德國中部-1945年4月至5月